# Ravnokrilci
Ravnokrilci (znanstveno ime Orthopteroidea, tudi Orthopteroida, grško ortho - raven, pteron - krilo) so skupina krilatih žuželk, kamor so združevali redove kobilic, bogomolk in posnemalcev, kasneje pa tudi nedavno odkrit red griloblatoidov. Največkrat so skupino klasificirali na taksonomskem nivoju nadreda ali podrazreda.
Predstavniki teh štirih redov imajo zelo podobno telesno zgradbo, vendar pa so med njimi nekatere bistvene razlike, v glavnem v obliki jajčec, ontogenetskem razvoju kril in genetskih znakih. Posnemalci so denimo genetsko bolj podobni ščurkom kot kobilicam. Tudi o tem, katere skupine žuželk naj bi sodile med ravnokrilce, med zoologi ni bilo konsenza, zato se raba tega taksona danes opušča.